# 女兒的朋友
《女兒的朋友》是由日本女性漫畫家萩原麻美繪畫的愛情懸疑作品。於2019年4月18日至2020年12月24日在《Comic DAYS》上連載。單行本發行共7卷。作品講述一中年上班族單親爸爸與女兒的總角之交成為好友的故事。
漫畫的副標題為「L'un des grands secrets d'une femme fatale.」，在法語中意指「蛇蠍美人的一個重要秘密」。

## 故事簡介
市川晃介是家具公司的科長，工作表現頗為出色，但也承受不小的壓力，在妻子惠子過世之後，女兒美也繭居在家不願上學，晃介陷入蠟燭兩頭燒的困境。這樣的情況在他某夜於咖啡廳裡邂逅女兒的朋友如月古都後有了變化。
如月在晃介於咖啡廳內為自己解圍後開始親近他，之後陸續邀他翹班和到水族館約會，鼓勵他拋開世俗枷鎖，她也一直挑逗晃介，一度期望與他發生性行為。而晃介本來視如月為家庭與工作的避風港，在意識到自己對她有好感後，晃介一方面希望與她維持關係，另一方面礙於兩人的身分差距而壓抑情感，並在女兒和同事面前掩飾兩人間的關係。晃介在開始和如月往來後，漸漸能與美也對話，美也在復學後開始懷疑父親與如月暗通款曲。在秘密曝光後，晃介事業家庭兩頭忙的窘境更嚴重，他甚至一度考慮搬回老家群馬縣，但美也認為父親自私自利，離家出走後暫居在旅館；而如月那個有控制狂性格的母親也注意到如月和晃介過從甚密，並寄匿名信到晃介的公司威脅他。
在某次晃介出差時，如月追著他到他下榻的旅館，兩人同床共被度過一夜。隔日晃介回到公司並接到匿名信，本想遞出辭呈，但在推測出寄信人是如月的母親後，決定找她詳談。不料在此之前，晃介和如月在公園接吻的場景被如月的母親看見，晃介被逮捕進入警察局，所幸如月證明晃介並未施暴，接吻也是雙方知情同意的舉動，才讓晃介得以獲釋。
如月致電晃介，表明了自己的心意並向他道別。晃介在追她的過程中，向美也坦承自己喜歡如月 。如月隻身來到先前和晃介共度一夜的網咖，並險些遭兩名男子強暴，多虧晃介及時趕到並捨身相救，才得以逼退兩名男子。之後如月和晃介擁吻。翌日，晃介返回家中，試圖和美也重建父女關係，而如月也首次向母親表達她的行為為自己帶來的困擾，並鼓勵她為自己的幸福著想。在那之後，兩人中斷聯絡數個月，重歸日常生活。
某個夜裡，晃介走進和如月初次相遇的咖啡廳，並再次巧遇如月。兩人傾訴了對彼此的愛，並將這樣的情意視為藏在口袋裡的秘密。最終晃介與如月在互相告白後就此分別，故事結束在晃介拿出鑰匙開啟家門，道出「我回來了」的時刻。

## 登場人物

### 主要人物
市川晃介
本作男主角。中年上班族，在一家名叫大島家具的公司內擔任企業公關部科長。群馬縣出身，於妻子惠子死後兼顧著母親的工作，但卻因為忙於工作的關係而常常晚歸，甚至要在老師的提醒下才知道女兒拒校。後期正視自己的家庭議題，還有與如月的關係。漫畫最終話在如月打工的咖啡廳與後者見面，互相表白對彼此的感情後就此別過。
如月古都
在咖啡廳「Shigeru」工作的女高中生，美也自小學時代以來便認識的好朋友。生於一個機能不全家族，父親公然外遇長期不歸家，母親有著控制狂性格，因此在這種環境下強迫自己成為優等生。她希望晃介代替生父成為自己的「父親」，並藉此逃避自己生母。故事近尾聲時已逐漸和母親關係好轉，獲得母親允許繼續在咖啡廳打工，與晃介互相表白對彼此的感情後就此別過。
市川美也
晃介的女兒。在故事開始時拒校並繭居在家中。討厭晃介，認為他把工作的地位看得比家庭重要，父女關係曾一度在古都的牽線下解凍，但也藉此發現晃介與古都之間有著曖昧關係，父女關係又再次下降至冰點，甚至為此與晃介發生糾紛而離家出走。

### 其他人物
市川惠子
晃介的妻子，美也的母親，因患有不治之症而早逝，樣貌與古都相似。
三崎正一郎
美也回校時結識的朋友，稱美也為「拍擋」，協助她前往咖啡店確認晃介與古都的關係，並在美也離家出走時給予協助。
本間佳代
晃介的女性下屬，在初到職時曾被他誤稱作「古都」。後邀請晃介到居酒屋喝酒，酒後驅使他與其一同前往「Shigeru」，以見識晃介的「心上人」，成為美也發現父親與古都之間關係的契機，事後向晃介承諾會保密。
古都的母親
古都的媽媽，知道其丈夫以工作為藉口外遇，長久以來變得極具控制慾，並以高壓的手段管教自己的女兒，例如未經同意嘗試查看古都的手機、翻查古都房間的廢紙簍將古都撕碎的信件重新拼合、限制出門等。藉由各種線索推斷出晃介與古都的關係，後在大島家具網站的諮詢欄撰寫匿名信，誣蔑晃介與未成年少女發生關係，試圖令晃介失去工作。

## 創作
《女兒的朋友》講述育有一個女兒的公司科長市川晃介在咖啡廳喝咖啡時，結識到女兒的朋友如月古都，後與其感情日漸加深的「跨代戀」故事。作品著重描寫晃介在妻子病逝後獨力撫養女兒，加上工作上的各種壓力而變得憔悴的狀況，但與之相反的是作者並沒有敘述古都的心理狀態。也因如此，無論是讀者還是作中的其他角色都無法看透古都的真正想法，對她皆抱有懷疑心態，而這種心態正對應晃介與自己內心的糾葛，同時構築出《女兒的朋友》鬱悶的世界觀。另外，對《女兒的朋友》施有影響的作品包括山本直樹的漫畫《謝謝》。
《女兒的朋友》與萩原麻美的前作《拜拜人類》（バイバイ人類）不同的是，前者的風格偏向少年漫畫，後者則側重於青年漫畫方面，並以青年角度為前提描寫。另外，作品是以萩原作為女性，自己與普通上班族的丈夫因無法理解彼此的價值觀而離婚的經歷寫成的。

## 出版書籍
| 冊數 | 講談社         | 講談社                 | 東立出版社     | 東立出版社             |
| 冊數 | 發售日期       | ISBN                   | 發售日期       | ISBN                   |
| ---- | -------------- | ---------------------- | -------------- | ---------------------- |
| 1    | 2019年8月8日   | ISBN 978-4-06-516600-0 | 2020年10月5日  | ISBN 978-957-26-5065-3 |
| 2    | 2019年11月13日 | ISBN 978-4-06-517670-2 | 2021年10月1日  | ISBN 978-957-26-5066-0 |
| 3    | 2020年2月12日  | ISBN 978-4-06-518466-0 | 2022年1月20日  | ISBN 978-957-26-5067-7 |
| 4    | 2020年5月13日  | ISBN 978-4-06-519636-6 | 2022年8月15日  | ISBN 978-957-26-8127-5 |
| 5    | 2020年8月11日  | ISBN 978-4-06-520480-1 | 2023年2月6日   | ISBN 978-957-26-9127-4 |
| 6    | 2020年11月11日 | ISBN 978-4-06-521382-7 | 2023年10月23日 | ISBN 978-626-347-498-7 |
| 7    | 2021年2月10日  | ISBN 978-4-06-522263-8 | 2024年4月11日  | ISBN 978-626-360-967-9 |

## 爭議
《女兒的朋友》在初連載時便因題材和在性描寫方面打「擦邊球」而備受爭議，甚至被集體要求終止連載。部分網友在推特上稱既然女主角未成年，就不應該插入情色場景，另一部分人認為漫畫的宣傳方式存在欺詐成份，誤導讀者以為這是一部單純的戀愛漫畫，但同時亦有網友支持作者，認為這樣的言論會削弱創作自由。對此，原作者萩原麻美回應指作品描述了中年上班族在日常生活中感到疲倦，後從女兒朋友身上尋求慰藉，並希望藉此送給在社會中壓抑自己的現代人，並稱古都的情感是根據其內心的想法構建的。《女兒的朋友》的發行商講談社接受記者訪問時，則表示沒收到任何關於該作的抗議電話或郵件。
立憲民主黨所屬的東京都武藏野市市議員藪原太郎在個人推特指即使停止連載《女兒的朋友》，也不可能減少性方面的罪案。前日本眾議院議員宮崎岳志則直斥以會助長犯罪為由而需限制虛構作品的言論愚蠢，並稱若要這樣做，那應該先限制《罪與罰》和《異鄉人》才對。身為御宅族並曾在Comiket上販賣《東方Project》同人本的東京都大田區區議員荻野稔表示要抑制犯罪應從社會上入手，而不是壓止或批評某些作品，就例如老師應教導孩子不該犯法。

## 外部連結
- 「女兒的朋友」Comic DAYS官方網站 （页面存档备份，存于）（日語）